# الدرباسیه
الدرباسیة (به عربی: الدرباسیة) یک منطقهٔ مسکونی در سوریه است که در استان حسکه واقع شده‌است.

## خصوصیات
الدرباسیة ۸٬۵۵۱ نفر جمعیت دارد. این اسم کُردی بوده و به معنی رها و آزاد یا رها و آزاد شده می‌باشد، هرچند که فقط ۳۰ درصد جمعیت آن کُرد است.